# Charlie Colombo
Charlie Colombo (Saint Louis, 1920. július 20. – Saint Louis, 1986. május 7.) olasz származású amerikai labdarúgó, hátvéd.

## Karrierje
Azt biztosan tudni róla, hogy játszott a St. Louis Simpkins-Fordban, amellyel 1948-ban és 1950-ben kupagyőzelmet ünnepelhetett.
1948 és 1952 között három meccsen a válogatottban is pályára lépett, köztük az emlékezetes angolok elleni találkozón, amelyen végül az amerikaiak nyertek 1–0-ra, a futballtörténelem egyik legmegdöbbentőbb eredményét produkálva. Colombo elkövetett a meccs során egy szabálytalanságot, amely után az angolok végezhettek el szabadrúgást, ebből azonban végül nem lett gól, Stanley Mortensen fejesét ugyanis végül hárítani tudta Frank Borghi kapus.
Aktív játékospályafutása befejezése után a St. Louis Ambrose edzője lett. 1986-ban hunyt el, sírja Saint Louisban található.